# Улица Юлиуса Фучика (Екатеринбург)

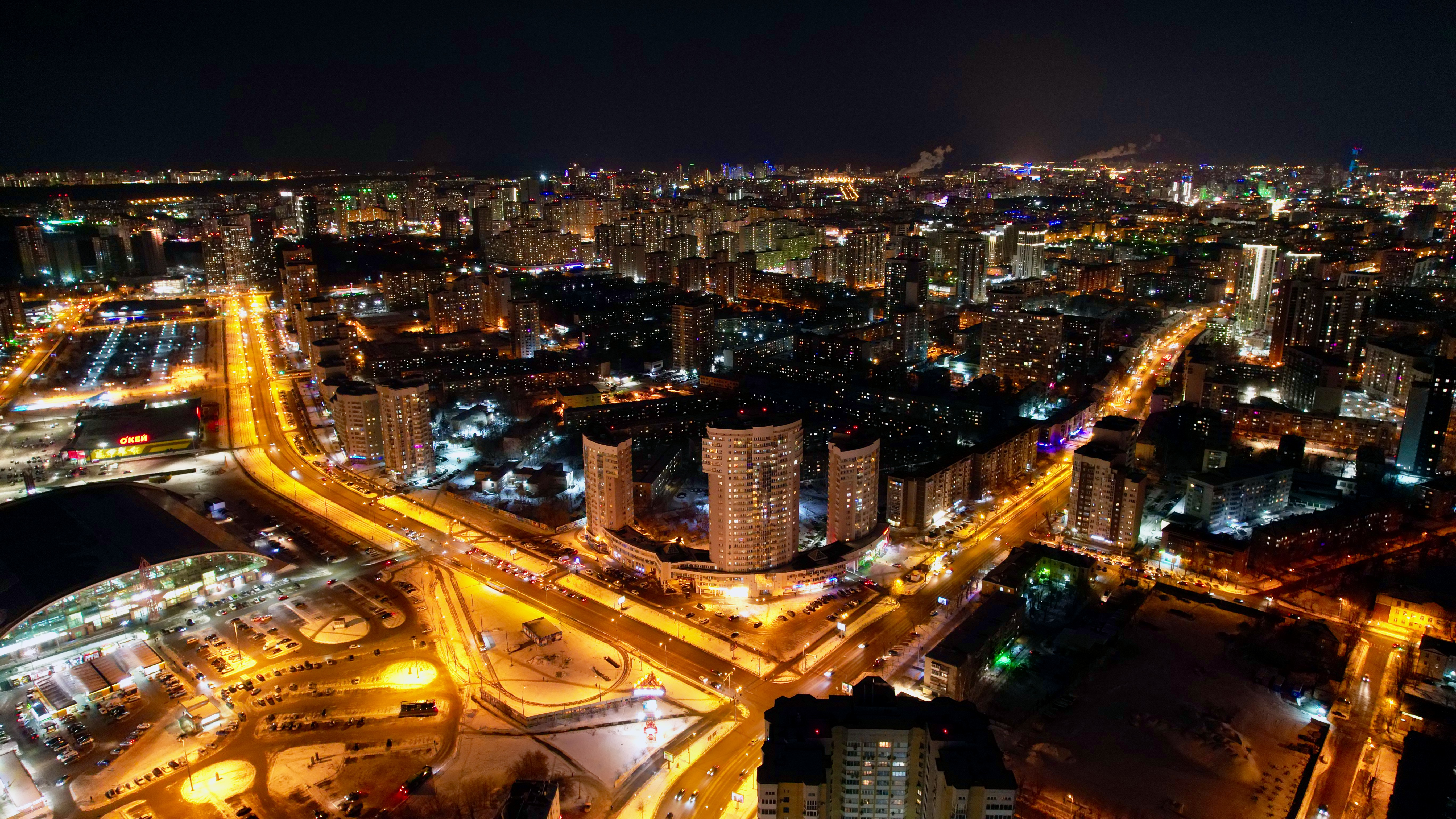
Перекрёсток с улицей Белинского

У́лица Ю́лиуса Фу́чика — магистральная улица в жилых районах «Южный» (нечётная сторона) и «Ботанический» (чётная сторона) Чкаловского административного района Екатеринбурга. Строительство улицы началось в ноябре 2004 года; торжественное открытие состоялось 26 ноября 2007 года.

## Происхождение названия
Своё название улица получила в честь Юлиуса Фучика (1903—1943) — чехословацкого журналиста, литературного и театрального критика, публициста, активиста чехословацкой компартии и деятеля Движения Сопротивления.

## Расположение и благоустройство
Улица Юлиуса Фучика идёт с запада на восток параллельно улице Академика Шварца. Начинается от пересечения с улицей 8 Марта и заканчивается у Т-образного перекрёстка с улицей Белинского. Пересечений с другими улицами нет. Слева к улице примыкает улица Чапаева. Протяжённость улицы составляет 1245 метров. Ширина проезжей части — 16 м (по две полосы в каждую сторону движения), площадь дорожного полотна — около 20 000 м².
На протяжении улицы Юлиуса Фучика имеются четыре светофора, нерегулируемых пешеходных переходов не имеется. С обеих сторон улица оборудована тротуарами. По всей её длине проложены ливневая канализация и дождеприёмные колодцы, ограждающие поребрики, проведено благоустройство близлежащей территории, в том числе уличное освещение. Под улицей предполагается проложить два подземных пешеходных перехода. Один из них будет выходить к ТЦ «Дирижабль» и станции метро  «Ботаническая», а другой будет расположен приблизительно в середине улицы Фучика — в районе её пересечения с улицей Чапаева.

## История
Улица Юлиуса Фучика была спланирована ещё в 1980-е годы. Строительство трассы улицы было начато в ноябре 2004 года, а торжественное открытие состоялось 26 ноября 2007 года. Застройка имеется только по нечётной стороне, на чётной стороне располагаются скверы и автопарковки, строится торговый центр (Академика Шварца, 1). На 2012 год ведётся застройка нечётной стороны улицы высотными домами этажностью до 26 этажей.

## Здания и сооружения
По нечётной стороне:
- № 1 — 26-этажный многосекционный монолит-кирпичный жилой дом 2012 года постройки;
- № 3 —  26-этажный многоквартирный монолит-кирпичный жилой дом 2013 года постройки;
- № 5 — 19-этажный многоквартирный монолит-кирпичный жилой дом 2010 года постройки;
- № 7 — 18-этажный многоквартирный монолит-кирпичный жилой дом 2009 года постройки;
- № 9 — трёхсекционный дом переменной этажности 14 - 10 - 7 этажей 2013 года постройки;
- № 11 — трёхсекционный дом переменной этажности 7 - 10 - 14 этажей 2014 года постройки;
- № 13  — 18-этажный многоквартирный монолит-кирпичный жилой дом 2015 года постройки.

По чётной стороне здания отсутствуют.

## Транспорт

### Наземный общественный транспорт
Улица является скоростной медианой, связывающей ул. 8-е Марта и ул. Белинского, находится в 50 метрах севернее ул. Академика Шварца, по-сути являясь дублёром последней. Движение общественного транспорта по проезжей части отсутствует. 
После открытия обособленной трамвайной линии на улице появились остановки общественного транспорта, ближайшие остановки находятся на соседней улице Академика Шварца («Ботаническая», «Самоцветный бульвар», «Бульвар Малахова», «ТЦ Дирижабль» и «Шварца»), а также на улицах 8 Марта («Южная») и Белинского («Саввы Белых»).

1 ноября 2012 года по улице Юлиуса Фучика было открыто движение по новой трамвайной линии. По состоянию на март 2024 года в Ботанический район запущены трамвайные маршруты № 4 и № 9.

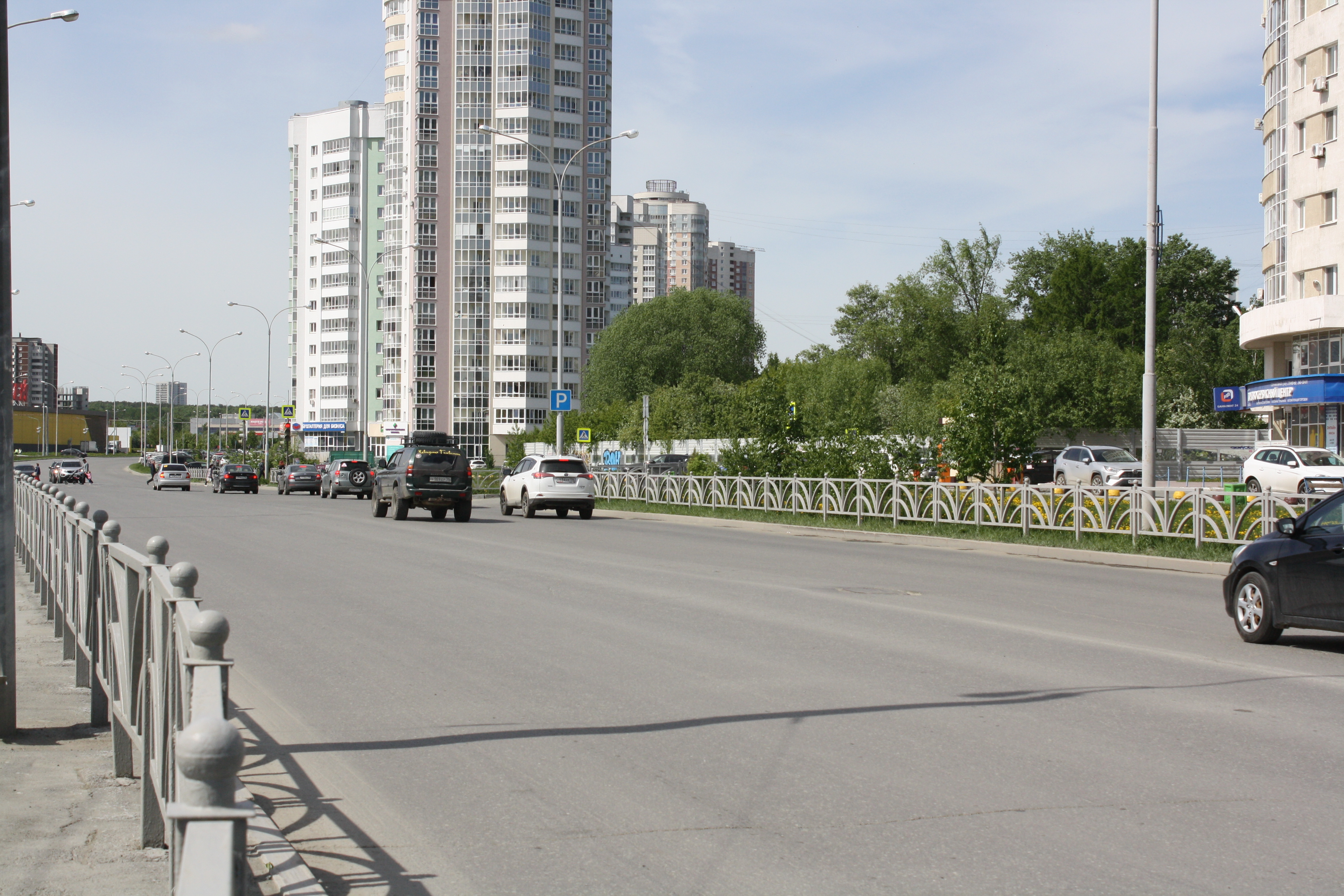
Автомобильная дорога по улице Юлиуса Фучика
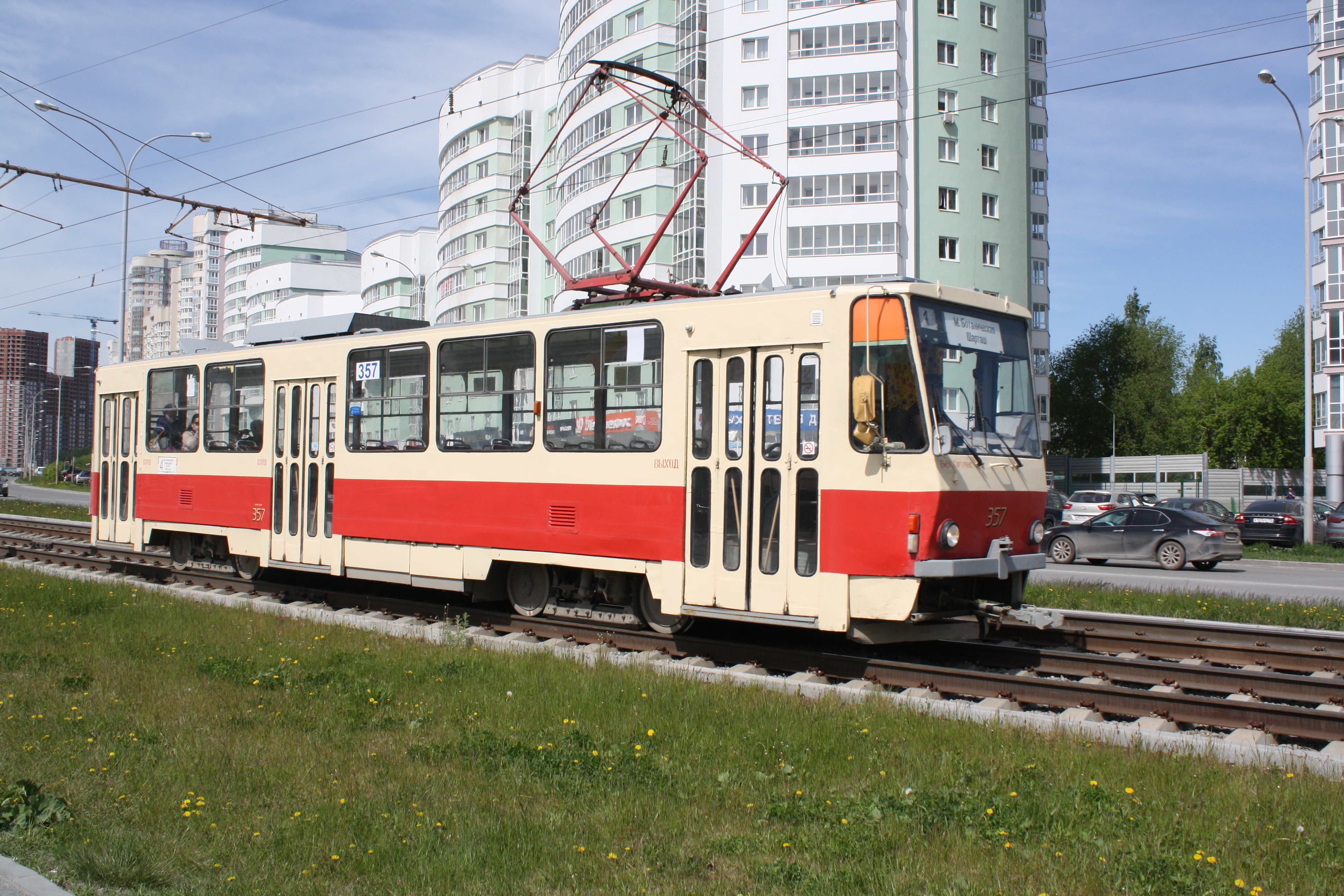
Трамвайная линия по улице Юлиуса Фучика
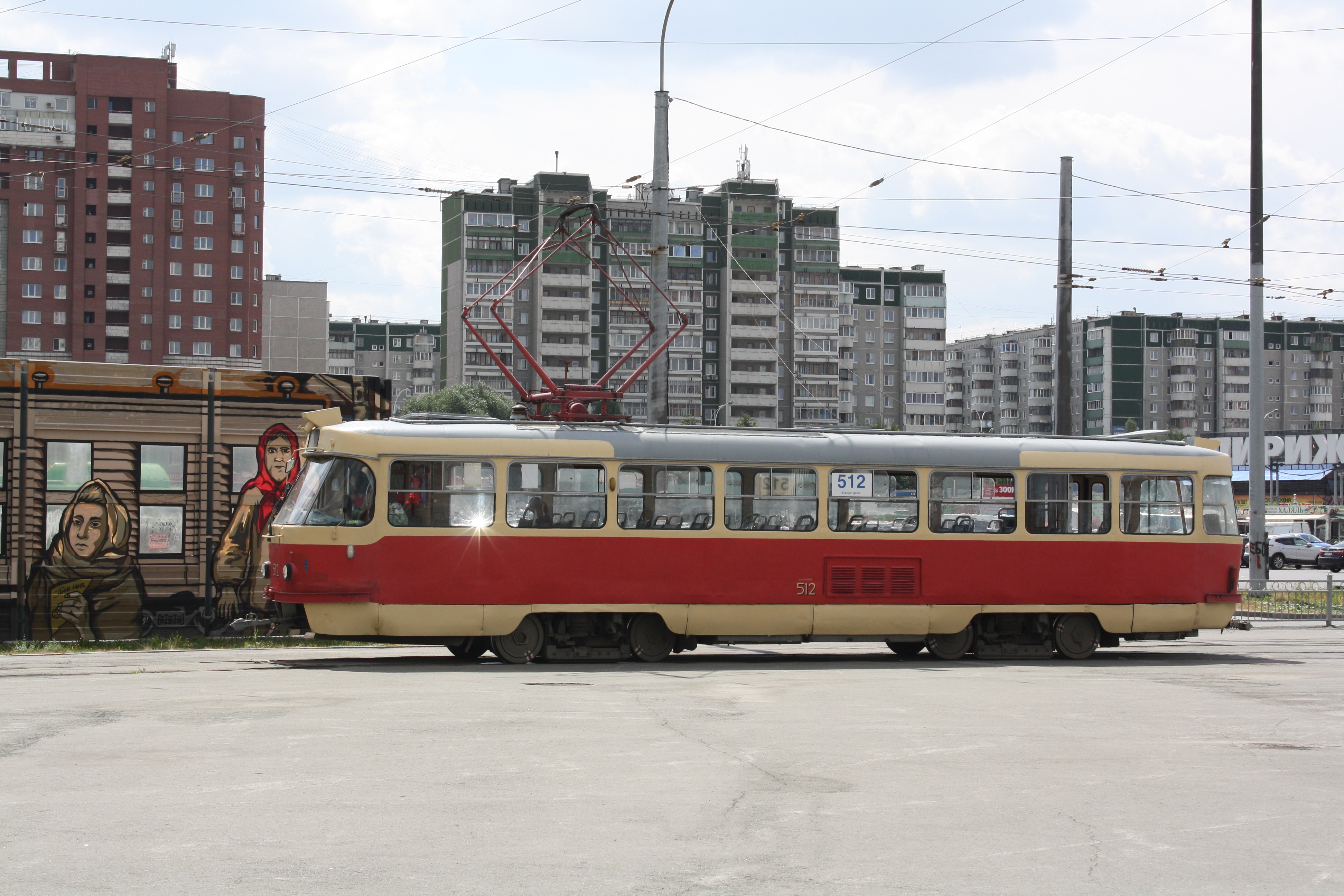
Трамвайное кольцо по улице Юлиуса Фучика, в районе пересечения с Белинского.

### Ближайшие станции метро
В 150 метрах от конца улицы находится конечная станция Екатеринбургского метрополитена  «Ботаническая».